# Richard La Nicca
Richard La Nicca, né le 16 août 1794 à Safien-Neukirch et mort le 27 août 1883 à Coire, est un ingénieur suisse.

## Biographie
Après avoir suivi des études en sciences techniques à l'université de Tübingen de 1816 à 1818, il assiste Giulio Pocobelli sur le chantier de la route commerciale du col du San Bernardino, où il participe notamment à la construction du pont Victor-Emmanuel, jusqu'en 1821. De 1822 à 1823, il reprend ses études à Munich avant d'être nommé premier ingénieur en chef du canton des Grisons, poste qu'il occupe de 1823 à 1853. De par cette fonction, il supervise différents travaux, dans le domaine militaire, hydraulique ou ferroviaire.
Dans le domaine militaire, comme spécialiste du génie, il commande en particulier la forteresse de St. Luzisteig, située au col du même nom et aujourd'hui transformée en musée militaire, pendant la guerre du Sonderbund.
Dans le domaine de l'hydrologie, il élabore différents projets de correction pour le Rhin dans le Domleschg en 1826 et pour la Linth de 1840 à 1863, avant d'être mandaté avec William Fraisse pour réaliser le plan des travaux de la première correction des eaux du Jura entre 1840-1842, dans laquelle il dévie le cours de l'Aar dans le lac de Bienne.
En 1845, il propose un plan de reconstruction du village de Thusis, situé à l'entrée de la vallée de l'Albula, qui venait d'être détruit dans un incendie. Ce plan proposait la construction d'un New Thusis formé de bâtiments tous semblables, selon une vision très en vogue à cette période.
Il est aussi le cofondateur de la Société suisse des ingénieurs et des architectes en 1837.

## Sources
- « La Nicca, Richard » dans le Dictionnaire historique de la Suisse en ligne.
- (de) « Ingenieur Richard La Nicca (1794–1883) » [PDF], sur geomatik.ch (consulté le 23 mai 2008)